# Khenchela
Khenchela (em árabe: خنشلة) é uma cidade da Argélia. É a capital da província de mesmo nome. Segundo o censo de 2008, a população total da cidade era de 114 472 habitantes.